# 皇家聖喬治高爾夫俱樂部

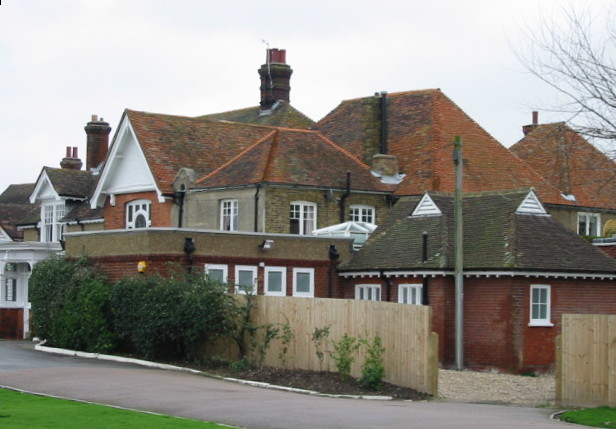

皇家聖喬治高爾夫俱樂部（Royal St George's Golf Club）是英國的一個高爾夫球場，位於肯特郡桑威治。這座球場是英國高爾夫公開賽的舉辦場地之一，也是英國高爾夫公開賽舉辦場地中唯一位於東南英格蘭的場地。皇家聖喬治高爾夫俱樂部第一次舉辦英國公開賽是在1894年，這也是英國公開賽第一次在蘇格蘭之外舉辦。

## 外部連結
- 官方网站
- Golf Club Atlas Guide
- Course Guide at Opengolf （页面存档备份，存于）
- Coverage of 2011 Open on PGA.com （页面存档备份，存于）
- Eco-hydrological interactions within a sand dune system in South East England （页面存档备份，存于）, CReaTE

51°16′26″N 1°22′01″E / 51.274°N 1.367°E